# Assemblée délibérante
 (avril 2011).
Si vous disposez d'ouvrages ou d'articles de référence ou si vous connaissez des sites web de qualité traitant du thème abordé ici, merci de compléter l'article en donnant les références utiles à sa vérifiabilité et en les liant à la section « Notes et références ».
Une assemblée délibérante ou assemblée délibérative, est un organe collectif composé d’individus qui délibèrent en vue de prendre des décisions, adopter des positions/orientations ou convenir d’actions.

## Assemblée délibérante dans l'entreprise
Une société anonyme (« SA ») a le choix d'organiser son administration entre deux modes d'organisation : d'une part, le « conseil d'administration », et d'autre part, le « directoire ». 
- Conseil d'administration : c'est une assemblée délibérante constitué par un collège d'actionnaires, dits « administrateurs », élus par l'assemblée des actionnaires. Le conseil d'administration est dirigé par un Président du Conseil d'administration. Ce dernier peut lui-même être assisté par un ou plusieurs directeurs généraux, subordonnés hiérarchiques du Président qui en propose la nomination au Conseil et dont seuls sont pourvues les sociétés importantes.

- Directoire : dans certaines sociétés, le conseil d’administration a été remplacé par une double structure, le conseil de surveillance et le directoire, ce dernier étant une assemblée délibérante chargée de la gestion de la société et dont les membres sont nommés par le conseil de surveillance. Le directoire réunit le pouvoir exécutif normalement réparti entre le conseil d’administration et le président.

## Assemblée délibérante dans la vie publique
Dans les démocraties, au niveau supérieur de l'État le pouvoir public se répartit entre le pouvoir exécutif, le pouvoir législatif et le pouvoir judiciaire, alors qu'au niveau inférieur le pouvoir public peut être simplement exécutif, même s'il est souvent exercé collectivement. Exemple : en France, un conseil régional est une assemblée délibérante pour une région; il en va de même pour les conseils départementaux, les conseils communautaires (intercommunalités) et les conseils municipaux. 
- Dans les États unitaires[1] : le pouvoir législatif est la prérogative du parlement national ou de l'assemblée nationale, et il n'existe pas d'assemblées législatives sous-nationales mais des assemblées délibérantes sous-nationales qui n'ont qu'un pouvoir exécutif (elles ne peuvent pas remettre en cause les lois votées au parlement national). Néanmoins, le Royaume-Uni, bien qu'État unitaire, est composé de pays constitutifs dotés d'assemblées législatives sous-nationales (sauf l’Angleterre, dont l’assemblée législative est confondue avec le Parlement britannique national) qui peuvent voter des lois conformes aux lois nationales (le parlement national peut révoquer des lois des assemblées des trois autres assemblées législatives sous-nationales) et ce dans des domaines « dévolus » comme l'éducation, la santé, l'agriculture et la justice. En Écosse, au Pays de Galles et en Irlande du Nord il n'existe donc pas d'assemblées délibérantes sous-nationales mais des assemblées législatives sous-nationales « dévolues » et des gouvernements sous-nationaux « dévolus ».

- Dans les États fédéraux[1] : le pouvoir législatif n'est pas la prérogative de l'assemblée nationale, et chaque État fédéré dispose d'une assemblée législative qui peut voter des lois fort différentes de celles des États fédérés voisins, voire différentes des lois fédérales. En outre, l'assemblée nationale ne peut pas révoquer les lois des États fédérés. Aux États-Unis il n'existe pas d'assemblée délibérante au niveau supérieur d'un État fédéral, mais une assemblée législative d'État fédéré (House of Representatives) et un gouverneur qui exerce les fonctions de pouvoir exécutif au niveau d'un État fédéré.

- Dans toutes les démocraties, les assemblées délibérantes de type public se retrouvent au niveau municipal (conseil municipal  en France, city council, borough council), puis au niveau conurbain (conseils communautaires des communautés urbaines, des communautés d'agglomération, communautés de communes, etc), puis au niveau départemental ou du county (Conseil Général en France, county councils), et de la région ou de la province (Conseil Régional en France, conseil provincial en Belgique, États provinciaux aux Pays-Bas), etc.